# Herb Środy Śląskiej
Herb Środy Śląskiej – jeden z symboli miasta Środa Śląska i gminy Środa Śląska w postaci herbu.

## Wygląd i symbolika
Herb przedstawia na tarczy dwudzielnej w słup w polu prawym srebrnym pół zielonego krzewu winnego z trzema kiściami winogron i czterema liśćmi oraz pięcioma korzeniami, w polu lewym złotym połowę czarnego orła śląskiego, z białą przepaską na skrzydle i głową zwróconą w lewo.

## Historia
Wizerunek herbowy widnieje na pieczęciach miejskich od XIV wieku.